# Taha Baqir

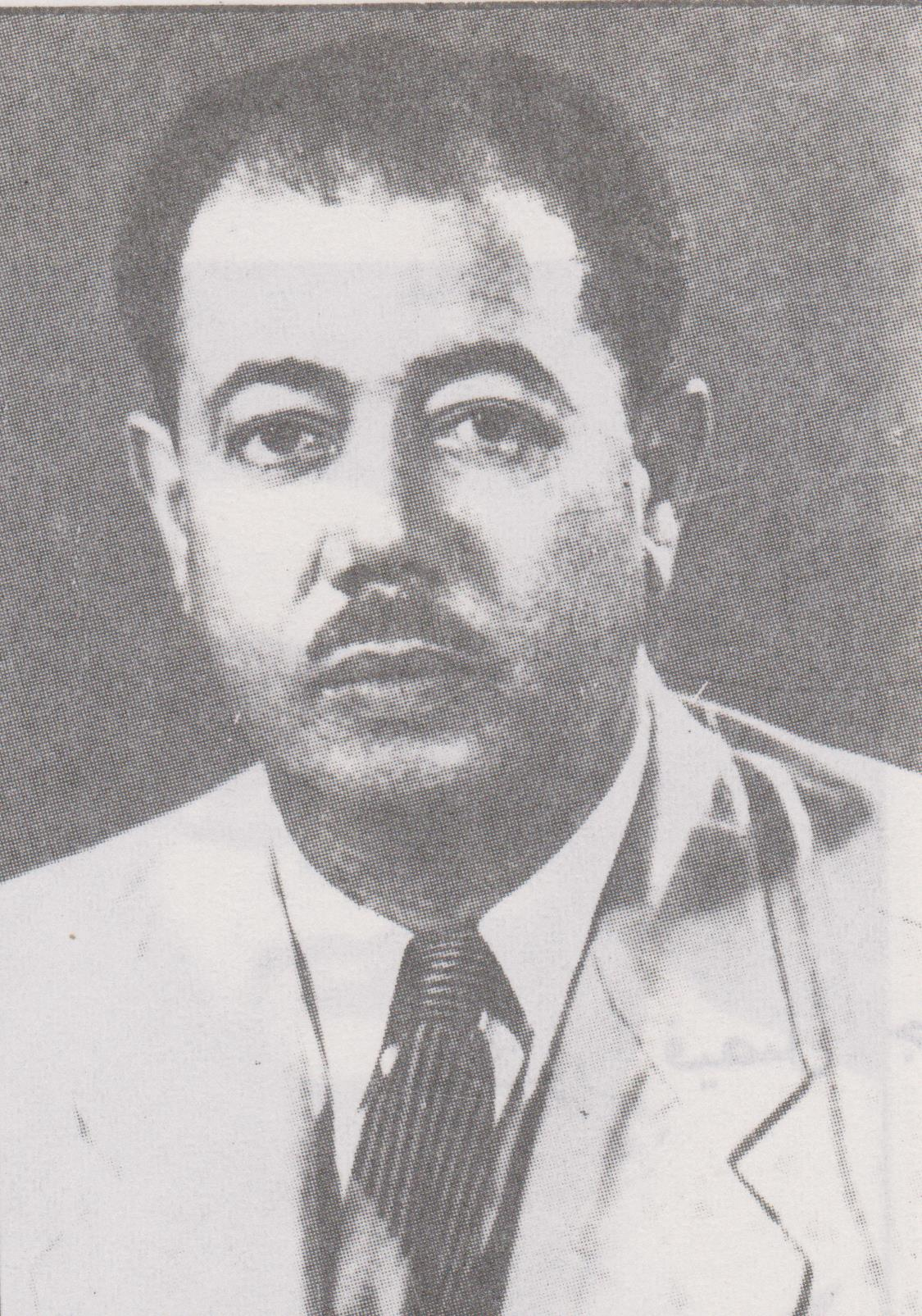
Taha Baqir

Taha Baqir (Arabisch: طه باقر) (Hilla, 1912 - Maaloula, 28 februari 1984) was een Iraaks archeoloog.
In 1942-1943 deed hij opgravingen aan de ziggurat-ruïne van 'Aqar Quf. Dit is te identificeren met de hoofdstad van het Kassietenrijk Karduniaš, Dur-Kurigalzu. In de jaren 1940 voerde hij samen met Safar en Seton Lloyd opgravingen uit aan Tell 'Uqair waar zij de eerste beschilderde Sumeische tempel blootlegden. Bij Tell Harmal, vlak bij Baghdad vond hij zo'n 2000 tabletten met interessante teksten die varieerden van lexicale, literaire en wiskundige teksten tot brieven. Er werd ook een tempel gevonden. Hij concentreerde zijn werk vooral op de omgeving van Baghdad omdat dit de economie hielp en er vele Geallierde soldaten en leraren van scholen op bezoek konden komen.
In 1952 was hij samen met Safar een van de stichters van de faculteit voor Archeologie aan de Universiteit van Baghdad. Hij was een enthousiaste aanhanger van de regering van Qasim, en bij de omverwerping van dit bewind in 1963 zag hij zich genoodzaakt om in ballingschap te gaan.